# Vices privés, vertus publiques
Pour plus de détails, voir Fiche technique et Distribution.
Vices privés, vertus publiques (italien : Vizi privati, pubbliche virtù ; titre français alternatif, Vices privés et vertus publiques) est un film italo-yougoslave réalisé par Miklós Jancsó, sorti en 1976. Il a pour thème le drame de Mayerling, dont il offre une version à la fois fantaisiste et délibérément provocatrice.
Ce film a été présenté lors du Festival de Cannes 1976.

## Synopsis
Au XIXe siècle, un jeune prince héritier — jamais nommé, mais identifiable comme étant l'archiduc Rodolphe, fils de François-Joseph Ier et héritier du trône austro-hongrois — se désintéresse des affaires de l'État et mène une vie frivole et dissolue dans une villa isolée. Il consacre l'essentiel de ses journées à des relations sexuelles avec sa maîtresse Mary, ainsi qu'avec sa demi-sœur et son demi-frère (enfants adultérins de l'empereur) et sa servante Thérèse. Vers la fin du film, Mary se révèle être un « hermaphrodite ». Le prince fait éconduire sans ménagement les émissaires de son père qui cherchent à le faire revenir à la cour.
Il invite à la villa les filles et les fils des familles les plus influentes de l'Empire et fait servir du champagne accompagné d'une poudre aphrodisiaque. La soirée tourne au délire alors que le prince annonce l'abdication de son père et se proclame empereur. Au son d'un groupe de musique folklorique hongroise qui joue dans le jardin, les jeunes se déshabillent et une orgie se déroule dans la villa durant la nuit entière, tandis que le prince prend des photos du spectacle. Un général, venu tenter de ramener le prince à la raison, est malmené par les convives et sodomisé par Mary.
Au petit matin, des soldats impériaux arrivent dans la villa, évacuent les invités, puis assassinent le prince et son amante, dont ils maquillent la mort en suicide et en drame passionnel.

## Fiche technique
- Réalisation  : Miklós Jancsó
- Scénario   : Giovanna Gagliardo
- Sociétés de production : Filmes (Rome), Jadran Film (Zagreb)
- Société de distribution France : Les Films Jaques Leitienne
- Producteurs : Monica Venturini, Giancarlo Marchetti
- Producteur exécutif : Stipe Gurdulić
- Directeur de la photographie : Tomislav Pinter
- Musique : Francesco De Masi
- Décors :  Zěljko Senečić
- Montage : Roberto Perpignani
- Costumes : Maria Paola Maino, Aldo Buti
- Maquillage : Mauro Gavazzi
- Durée : 105 minutes

## Distribution

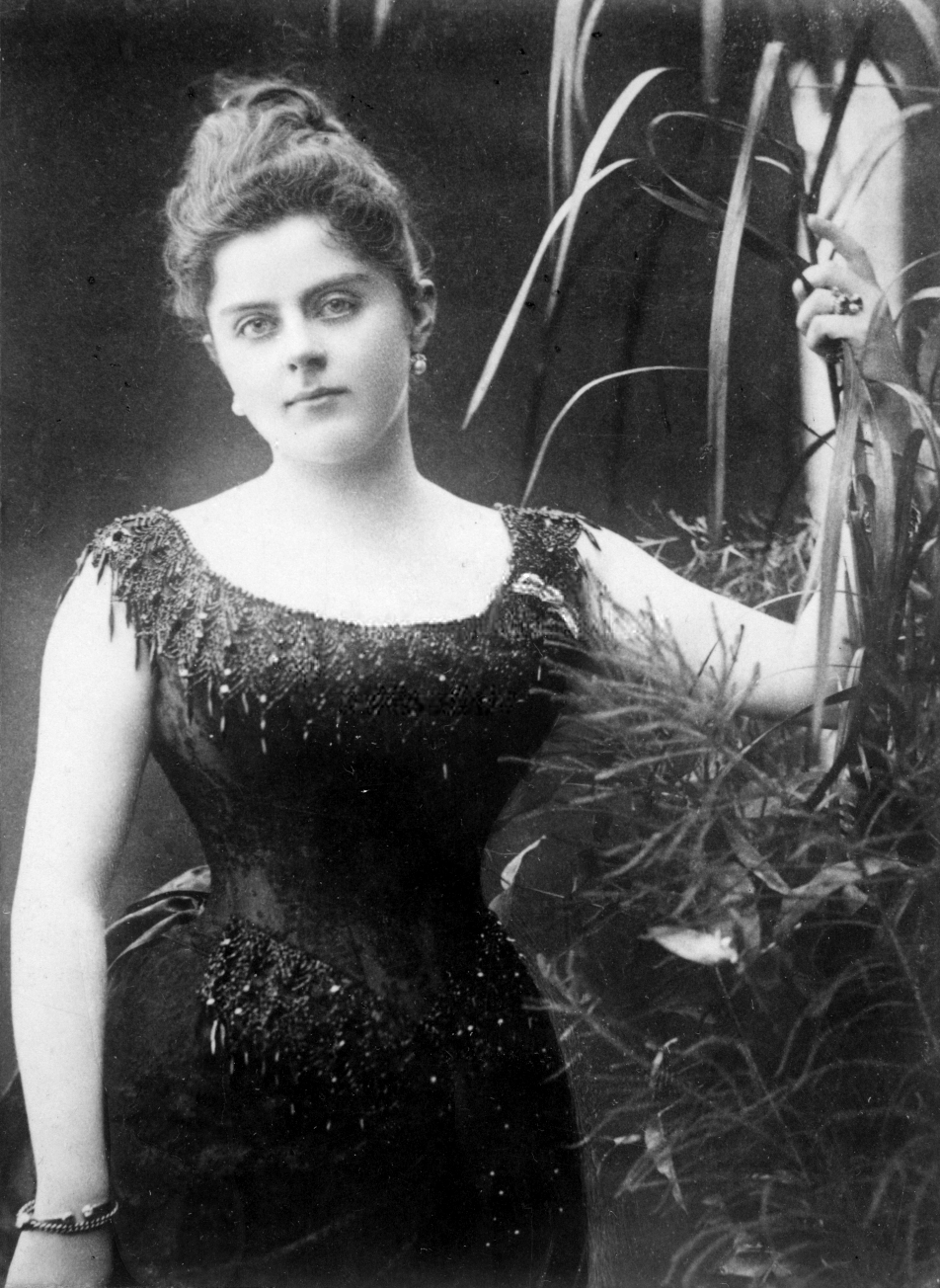
La baronne Marie Vetsera, vers 1887.

- Lajos Balázsovits : le prince héritier
- Pamela Villoresi : Sophie
- Franco Branciaroli : le duc
- Teresa Ann Savoy : Mary
- Laura Betti : Thérèse
- Ivica Pajer : le général
- Zvonimir Crnko
- Umberto Silva
- Demeter Bitenc
- Susanna Javicoli
- Anikó Sáfár
- Ilona Staller : une femme lors de l'orgie
- Gloria Piedimonte
- Cesare Barro
- Luigi Marturano
- Marino Matota
- Andrija Tunjic